# Cristian Daniel Colusso Peralta
Cristian Daniel Colusso Peralta (Rosario, 7 de febrer de 1977) és un futbolista argentí, que ocupa la posició de davanter.

## Trajectòria
Colusso es va destapar com una jove promesa al Rosario Central argentí, i el 1996 va fitxar pel Sevilla FC. Però, no va quallar al conjunt andalús, i només disputa sis partits. La següent campanya marxa al León mexicà, on estaria dues temporades abans de retornar a Rosario Central.
A partir d'aquest moment, la carrera de Colusso prossegueix per equips de divisions inferiors: Atlético Tucumán, de la Segona argentina (00/01), Oldham Athletic, de la Second Division anglesa (2002), Carrarese, de la C1 italiana (02/03). El 2003 retorna de nou a Argentina per militar a Almirante Brown, de Tercera.
A l'any següent arribaria a l'exòtic USM Blida argeli, on passaria un any abans de jugar amb l'equatorià Universidad Católica de Ecuador i el veneçolà Deportivo Anzoategui.